# Permutatio litterarum
De permutatio litterarum is een techniek van het vergelijkend taalonderzoek.
Tot in de renaissance werd de permutatio litterarum, het vergelijken van talen op basis van hun woordenschat, waarbij woorden uit verschillende talen aan elkaar gelijk werden gesteld, op subjectieve wijze gehanteerd. Tijdens de renaissance maakten de taalwetenschap en de vergelijkende taalwetenschap een vernieuwing door waarin taalgeleerden als Johannes de Laet hogere normen stelden.
In deze strengere methodologie was geen ruimte meer voor associatieve vergelijkingen.
De wiskundige grondslag voor de techniek is dat de permutatie een wiskundig object is dat een welbepaalde rangschikking weergeeft van een aantal voorwerpen of getallen, of, in dit geval, letters in een woord.
Een voorbeeld van het hanteren van de Permutatio litterarum vindt men in de genealogie. Wanneer men verwanten zoekt worden varianten van de familienaam geconstrueerd.
Voor de familie De la Force bijvoorbeeld Delforce, Dellforce, Dalforce, Dulforce, Delafosse en Delfosse. Er zijn twintig permutaties van deze naam bekend.